# 紀元前246年
紀元前246年（きげんぜん246ねん）は、ローマ暦の年である。
当時は、「マニウス・オタキリウス・クラッススとマルクス・ファビウス・リキヌスが共和政ローマ執政官に就任した年」として知られていた（もしくは、それほど使われてはいないが、ローマ建国紀元508年）。紀年法として西暦（キリスト紀元）がヨーロッパで広く普及した中世時代初期以降、この年は紀元前246年と表記されるのが一般的となった。

## 他の紀年法
- 干支 : 乙卯
- 日本
  - 皇紀415年
  - 孝霊天皇45年
- 中国
  - 秦 - 始皇元年
  - 楚 - 考烈王17年
  - 斉 - 斉王建19年
  - 燕 - 燕王喜9年
  - 趙 - 孝成王20年
  - 魏 - 安釐王31年
  - 韓 - 桓恵王27年
- 朝鮮 :
- ベトナム :
- 仏滅紀元 : 301年
- ユダヤ暦 :

## できごと

### エジプト
- エジプトのプトレマイオス2世が死去し、息子のプトレマイオス3世が後を継いだ。プトレマイオス2世の死去の頃には、エジプトはナイル川の谷、キュレネ、ユダヤ、シリアの南岸、キプロス、そしてエーゲ海の沿岸、島々の無数の都市にまで及ぶ王国であった。マケドニア王国出身のプトレマイオス家は、マケドニア人とギリシア人で構成された傭兵部隊によって、領土における権威を維持していた。

### インド
- アショーカ王の柱が作られた。

### セレウコス朝
- アンティオコス2世は、前妻のラオディケ1世と息子のセレウコス2世と再び暮らすため、ベレニケの元を離れた。しかしラオディケ1世は彼を毒殺し、息子が王だと宣言した。アンティオキアの彼女の支持者はベレニケを殺害し、ベレニケの子供はアンティオキア近郊のダフネに逃れた。
- ベレニケの兄弟のプトレマイオス3世は、復讐のためシリアに侵攻し、第3次シリア戦争が勃発した。プトレマイオス3世の艦隊は、ダーダネルス海峡を越えてトラキアまでの範囲で優位に立ち、アナトリアの湾のいくつかの島も占領した。
- プトレマイオス3世は、シリアやアナトリアでセレウコス2世の軍を破り、すぐにアンティオキアを占領した。しかし、アンドロスの戦いでアンティゴノス2世に敗れ、キクラデス諸島を失った。
- セレウコス2世の母ラオディケ1世は、セレウコス2世の弟のアンティオコス・ヒエラクスを共同摂政にし、アナトリアの領土を全て与えることで、セレウコス朝の支配を回復しようとした。アンティオコス・ヒエラクスは即座に独立を宣言し、兄との戦争を始めた。
- バクトリア王ディオドトス1世の信頼を確保するため、セレウコス2世は妹の1人をディオドトス1世の妻にした。

### 共和政ローマ
- シチリア島でハミルカル・バルカに敗れた後、ローマ軍は制海権を取り戻すために縁故を呼び集めて別の部隊を作った。
- ローマでは、プラエトルの数が1人から2人に増えた。2人目のプラエトルは司法の残務整理や執政官不在の際には軍隊を指揮できる絶対権を持つ治安判事の設置を任務とした。

### 中国
- 魏の信陵君が、亡命していた趙から帰還。合従軍を編成し、秦を函谷関まで追い詰めた。
- 秦の晋陽で反乱が起こり、蒙驁がこれを鎮圧した。
- 韓の水利専門家鄭国が、秦で鄭国渠の建造を開始した。約10年後に完成した。関中に約100マイルに及ぶ灌漑用運河が建設されて、農業の生産性が飛躍的に向上した。

## 誕生
- アルシノエ2世:プトレマイオス3世とベレニケ2世の娘でエジプトの女王（紀元前204年没）

## 死去
- プトレマイオス2世:エジプトの王（紀元前308年生）
- アンティオコス2世:セレウコス朝の王（紀元前287年生）
- ベレニケ:プトレマイオス2世とアルシノエ1世の娘で、アンティオコス2世の妻